# Jelena Rybakina
Jelena Andrejevna Rybakina (russisk: Елена Андреевна Рыбакина, født 17. juni 1999 i Moskva, Rusland) er en professionel kvindelig tennisspiller, som i perioden 2013-18 repræsenterede Rusland, men som siden 2018 har stillet op for Kasakhstan.